# کر (بستان‌آباد)
کر یکی از روستاهای استان آذربایجان شرقی است که در دهستان قوری‌گل بخش مرکزی شهرستان بستان‌آباد واقع شده‌است.